# Nowy Targ
Nowy Targ es una ciudad en el sudeste de Polonia de 33.460 habitantes (2006), situada actualmente en la Voivodia de Pequeña Polonia (previamente fue parte de la voivodia de Nowy Sacz entre 1975 y 1998), situada unos 84 km al suroeste de Cracovia. Nowy Targ se ubica en la parte sur de la región de Podhale.

## Geografía
- Altitud: 585-680 metros.
- Latitud: 49º28' N
- Longitud: 20º01' E
- Distancia a las principales ciudades de Polonia:

- Varsovia – 376 km
- Lódz – 348 km
- Cracovia – 84 km
- Gdansk – 690 km
- Breslavia – 346 km
- Katowice – 157 km
- Kielce – 200 km
- Rzeszów – 214 km
- Szczecin - 727 km
- Białystok - 574 km
- Poznań - 475 km
- Częstochowa - 226 km
- Słupsk - 759 km

## Historia
Fundada en 1346.
En la Edad Media, probablemente en la zona de la iglesia actual de San Ann, ya existía un asentamiento organizado denominado Antigua Aduana, o Largo Campo, invertido por szczyrzkich cisterciense. En la cercana plaza fuerte Czorsztynie aumentó la vigilancia de la frontera húngara y en el sur un pequeño castillo en la roca en Szaflary. Con 1326 llegó la primera mención de Forum Novum, que a su 1333r. ya tenía el alcalde y el párroco. 
22 de junio de 1346. Dytrych cierta cuello recibida por el rey Casimiro el Grande privilegio de reubicación de la ciudad sobre el Derecho de Magdeburgo. Fue establecido en la nueva ubicación en la confluencia de la Blanca y Negro Dunajec, en el que el tiempo ha desarrollado su trazado urbano con una gran plaza central, desde el este y el oeste despegando de una calle. Casimiro el Grande fue también el fundador de la primera iglesia de San Nicolás. Catalina, que es la patrona de la ciudad. 
Gracias a numerosos privilegios reales y el desarrollo de la ciudad de artesanía se desarrolló rápidamente. Ya en 1396r. Nowy Targ fue un importante centro administrativo y comercial de funcionar a las autoridades locales de resistencia completa. Desde principios del siglo XV. Fue la ciudad real y la sede del alcalde. En el siglo XVI. Ya había 100 casas, la ciudad se le concedió el derecho de almacenamiento de sal de Wieliczka y plomo Olkusz, la percepción de derechos de aduana presos bienes húngaros, ferias que se celebran con regularidad. 
A finales del siglo XVII. Aumentando constantemente la servidumbre y violaciones de la ley por parte de los inquilinos a continuación feudales dio lugar a la creación de escaladores en Klikuszowa y negro Dunajcu lo que resultó en una rebelión general en todo el Podhale y enrutan las tropas campesino de Aleksander Kostka Napierskiego el castillo en Czorsztyn. 
Al final de la república noble como consecuencia de incendios, guerras continuas y marchas propias tropas y extranjera Nowy Targ ha despoblado en 1772. Fue ocupada por el ejército austríaco. Después de uno de los incendios gerente posesivo de la ciudad tuvo que reconstruir la fachada del mercado Nowy Targ, poniéndolos en las dos calles en las esquinas. Después de 100 metros en las calles convergen de nuevo en una arteria que recuerda el aspecto medieval de la ciudad. 
Alrededor de 1.820 años Nowy Targ tenía 520, la mayoría de las casas de madera. Coches Publicar comenzó a llevar a los primeros veraneantes y turistas Tatra. Después de ejecutar la línea ferroviaria de Chabowka a Zakopane ha habido un mayor desarrollo de la industria local, el comercio y el turismo. La tradición también se hizo famoso ferias jueves. 
A principios del siglo XX. Creó muchas instalaciones y edificios públicos, incluyendo edificio de la escuela secundaria "Falcon", un hospital. La ciudad fue conectado por vía de tren con Cracovia y Viena y fue un poderoso centro del regionalismo Tatra. 
La Segunda Guerra Mundial y la ocupación nazi interrumpen el período de construcción de la prosperidad de la ciudad. Fue horrible destrucción de la población judía del gueto en Nowy Targ asesinados en el número de casi 2.000 personas en el cementerio local. A pesar del terror y la represión de los ocupantes de trabajo en varios conspiración central, entre otros Se estableció en junio de 1941. Folk Confederación Tatra, salió revista clandestina. 
Después de la guerra, Nowy Targ comenzó a tomar carácter industrial. Reconstruida destruida por el aserradero alemanes, planta establecida NZPS calzado, fábricas de ropa para las cooperativas y peletería. Al mismo tiempo, la construcción de viviendas, que vive hoy en día casi la mitad de los habitantes de Nowy Targ. Con la participación local surgió en los deportes - Salón de hielo y KS "Gorce". 
Hoy en día, Nowy Targ, como corresponde a la capital del condado, es un importante centro regional del comercio, la cultura y el deporte. Operan numerosos mayoristas, fábricas de calzado, fábricas de cuero, materiales de construcción y otras industrias que representa. El turista se encontrará con una amplia gama de restaurantes, cafeterías bares pequeños. 
La ciudad tiene grandes condiciones para la aviación deportiva, esquí de fondo y patinaje de velocidad. A lo largo del año, que son campos abiertos y pistas de tenis. 
Nowy Targ es también un excelente punto de partida para practicar senderismo y ciclismo en el rico paisaje y las regiones etnográficas Gorce, Spisz y Pieniny, agua Dunajec akrystaliczne y sus afluentes son un paraíso para los pescadores.

## Educación
- Podhalańska Państwowa Wyższa Szkoła Zawodowa en Nowy Targ

## Sport

### Hockey sobre hielo
- Podhale Nowy Targ http://www.wojas-podhale.z-ne.pl/

## Ciudades hermanadas
- Radevormwald - Alemania

- Kežmarok - Eslovaquia

- Évry - Francia

- Roverbella - Italia